# Polska Press
Die Polska Press Sp. z o.o. (auch: Polska Press Grupa) ist ein polnischer Medienkonzern mit Sitz in Warschau. Polska Press hat im Zeitungs- und Onlinegeschäft Polens eine Reichweite von 17,4 Millionen Lesern (Stand 2020). Die seit 2021 eingewechselte Konzernleitung steht der nationalkonservativen Partei Recht und Gerechtigkeit (PiS) nahe.

## Geschichte
Erste Schritte zu einer polnischen Zeitungsgruppe unternahm Robert Hersant ab 1991. Davon wurden 1994 acht Regionalzeitungen an die Verlagsgruppe Passau verkauft, die zu dieser Zeit bereits zwei südpolnische Regionalzeitungen besaß.
Im Dezember 2020 gab PKN Orlen den Kauf des Medienunternehmens Polska Press, der polnischen Tochter der Verlagsgruppe Passau, bekannt. Die Transaktion umfasste 20 polnische Regionalzeitungen sowie rund 120 regionale Wochenzeitschriften und 500 Online-Portale.
Der Vorsitzende der Regierungspartei PiS, Jarosław Kaczyński, der als politischer Förderer Obajteks galt, erklärte dazu: „Das ist eine der besten Nachrichten, die ich während der letzten Jahre gehört habe.“ Weitere Vertreter der PiS rechtfertigten die Transaktion als Teil der „Strategie der Repolonisierung“ des Mediensektors. Die Oppositionsparteien im Sejm kritisierten das Geschäft als Teil des PiS-Konzepts, die Medien unter Kontrolle zu bringen.
Mehrere Mitglieder des Vorstands von Polska Press wurden abgelöst, zu den Nachrückern gehörten Politiker und Journalisten, die der PiS nahestehen. Im April 2021 wurden die bisherigen Chefredakteure der Zeitungen Dziennik Zachodni, Gazeta Krakowska und Gazeta Codzienna Nowiny durch PiS-nahe Journalisten ersetzt. Der Kattowitzer Erzbischof Wiktor Skworc lobte die geänderte redaktionelle Linie des Dziennik Zachodni und dankte der Konzernführung von Orlen, dass sie die Zeitung „vom deutschen Kapital“ zurückgekauft habe.
In einem Interview mit dem Spiegel im Juni 2021 bezweifelt Krzysztof Zyzik, Chefredakteur der Nowa Trybuna Opolska im schlesischen Opole (Oppeln), dass die Übernahme eine rein geschäftliche Entscheidung sei. Die Mehrheit der Chefredakteure der übernommenen Publikationen seien bereits ausgewechselt worden. Alle diese neuen Leute stünden politisch der Regierungspartei PiS nahe. Man könne daher vermuten, dass dieser „Großeinkauf“ der PiS dazu diene, die öffentliche Debatte in Polen zu kontrollieren. Alle verkauften Medien erreichten zusammen immerhin 17 Millionen Konsumenten.

## Zeitungen und Zeitschriften

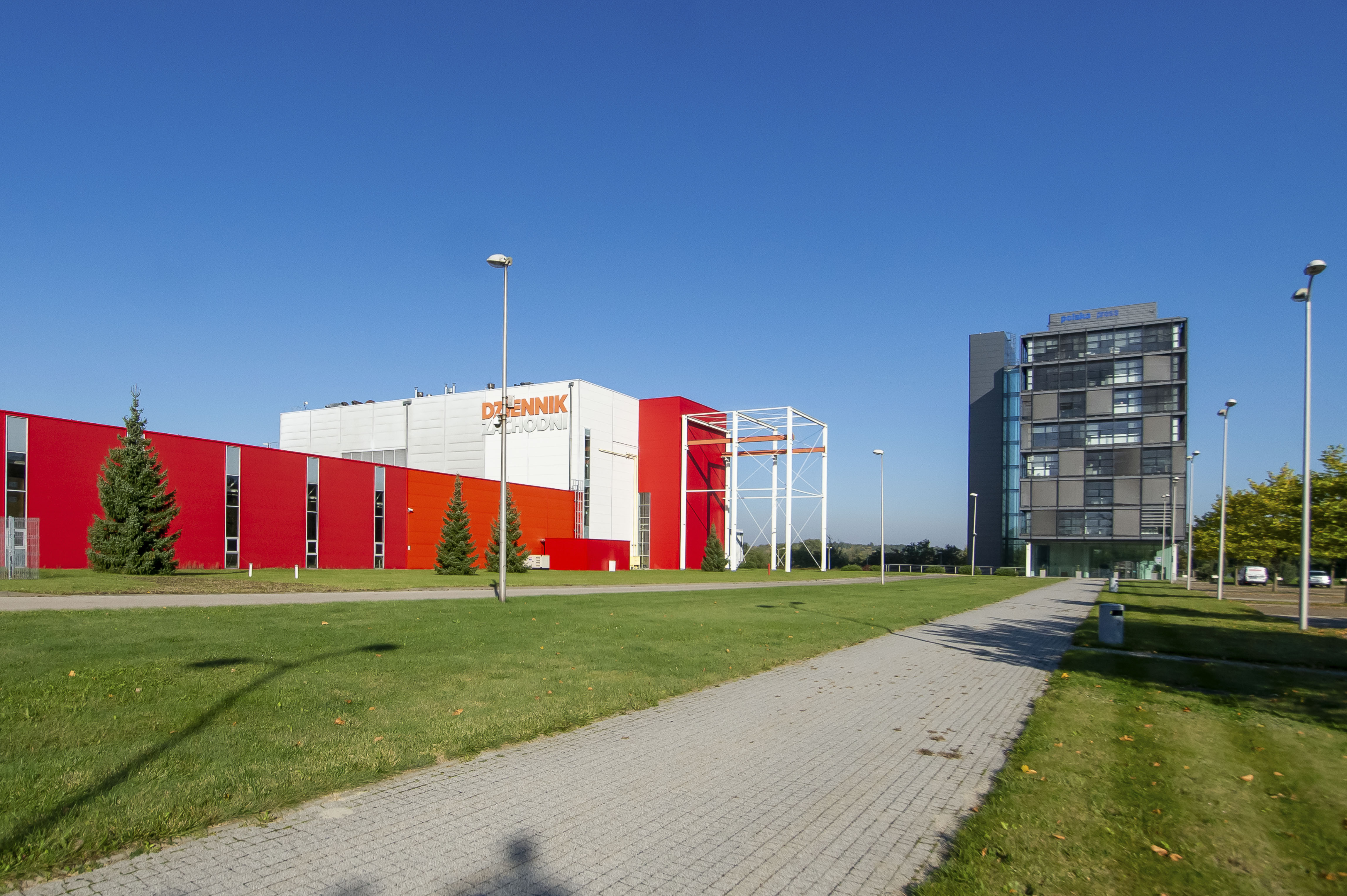
Druckerei Polska Press in Sosnowiec-Milowice

Zum Verlagsprogramm zählen 54 Zeitschriften und Zeitungen, darunter:
- Dziennik Zachodni
- Gazeta Pomorska
- Gazeta Lubuska
- Nowa Trybuna Opolska
- Polska Times
- Telemagazyn